# Jacksonville, Texas
Jacksonville là một thành phố tại bang Texas, Hoa Kỳ.
Thành phố có diện tích 36,6 km2, dân số theo điều tra năm 2000 của Cục điều tra dân số Hoa Kỳ là 13.868 người. Đây là thành phố chính của Khu vực thống kê tiểu đô thị Jacksonville. Jacksonville nằm ở một khu vực đồi của Tây Texas, phía bắc quận lỵ Rusk và phía nam Tyler trong quận Smith, bên xa lộ 69.